# Synagoga w Inowłodzu
Synagoga w Inowłodzu – synagoga znajdująca się w Inowłodzu przy placu Kazimierza Wielkiego 27, zaraz obok małego stawku.

## Historia
Synagoga została zbudowana na początku XIX wieku. Podczas II wojny światowej hitlerowcy doszczętnie zdewastowali synagogę. Podczas walk w 1945 roku synagoga znalazła się pod ostrzałem, co dopełniło dzieła zniszczenia. Po zakończeniu wojny synagoga służyła jako magazyn nawozów i soli Gminnej Spółdzielni "Samopomoc Chłopska", następnie za magazyn i sklep sprzętu AGD. W 1975 roku podjęto decyzję o przekazaniu obiektu dla Gminnej Biblioteki Publicznej. W okresie 1978–1982 przeprowadzono rozległy remont budynku ze środków Jointu. Wówczas zakonserwowano istniejące wewnątrz fragmenty polichromii.
Obecnie w synagodze na piętrze znajduje się Gminna Biblioteka Publiczna, a na parterze sklep spożywczo-monopolowy. W 1977 roku synagoga została wpisana do rejestru zabytków i objęta ochroną konserwatorską, o czym informuje tabliczka na ścianie budynku.

## Architektura

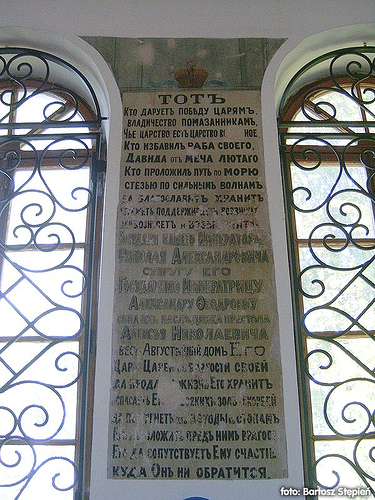
Inskrypcja w języku rosyjskim; w środku widoczne personalia panującego

Murowany budynek synagogi wzniesiono na planie prostokąta. Wewnątrz we wschodniej części znajduje się kwadratowa główna sala modlitewna, do której wchodzi się przez prostokątny przedsionek, nad którym, na piętrze znajduje się babiniec. Całość jest przykryta dachem czterospadowym.
Na ścianach głównej sali modlitewnej znajdują się pozostałości oryginalnej polichromii datowanej prawdopodobnie na drugą połowę XIX wieku. Między oknami zachowały się jedyne w Polsce, dwie tablice z inskrypcjami z modlitwą za panującego władcę (hebr. Hanoten teszua lamelachim) - na ścianie południowej w języku hebrajsku, na północnej w języku rosyjskim. W odpowiednim miejscu wpisane są personalia cara Mikołaja II Aleksandrowicza i jego rodziny. Cała tablica ma jednak starszą metrykę. Widać, że personalia poprzednich carów były zamalowane, a na to miejsce wpisywano aktualne. Obie tablice nakryte są koronami.

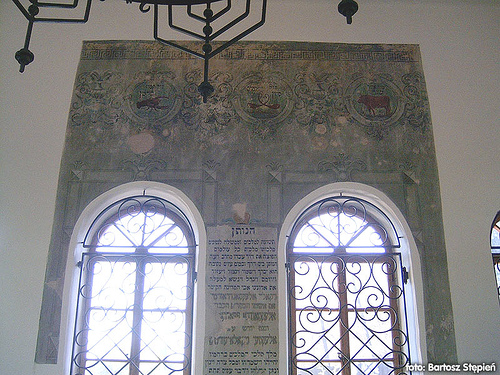
Inskrypcja w języku hebrajskim, widoczne nad nią znaki zodiaku

Nad hebrajską inskrypcją zachowały się trzy znaki zodiaku, datowane prawdopodobnie na drugą połowę XIX wieku, będące najstarszym tego typu przykładem w Polsce. Są to skorpion, byk oraz bliźnięta, gdzie te ostatnie przedstawiono w postaci dwóch abstrakcyjnych, wolutowych form. Znaki umieszczono w stylizowanych okręgach i oddzielono od siebie za pomocą roślinnego ornamentu w wazą pośrodku. Nad nimi znajduje się gzyms o motywie geometrycznym. Na polichromii zachowały się także dwie stylizowane ramki okien zwieńczone motywem roślinnym.
Dawniej główna sala modlitewna posiadała podwieszony sufit w kształcie półokrągłego sklepienia z desek, pokryty licznymi historyczno-renesansowymi freskami. We wnętrzu znajdują się współczesne, stylizowane, kute ramy w oknach oraz żyrandole. Zachował się również w całości wystrój zewnętrzny.

## Galeria

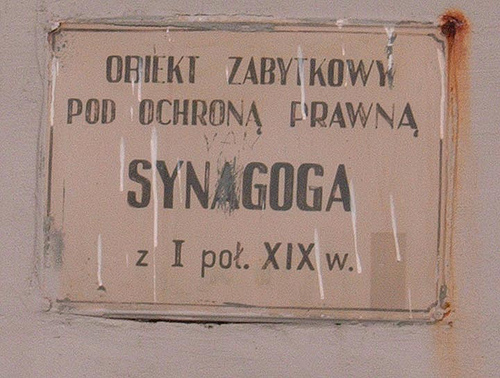
Tabliczka informacyjna
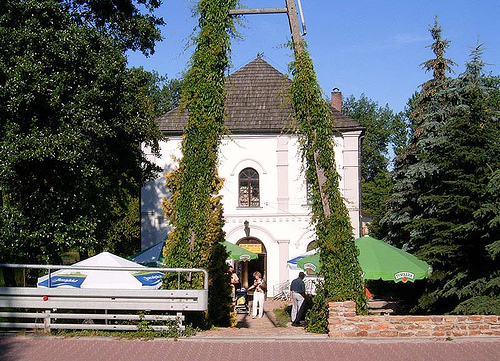
Synagoga, widok od ulicy
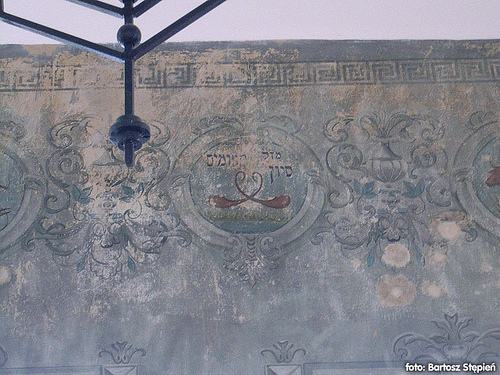
Znaki zodiaku, bliźnięta
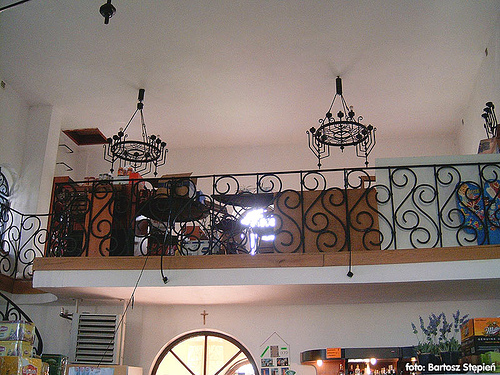
Wnętrze synagogi
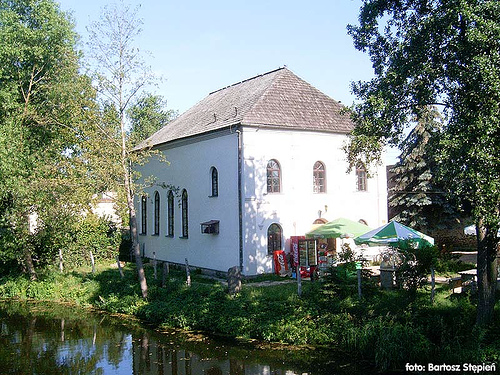
Synagoga, widok od stawku